# マンティット県

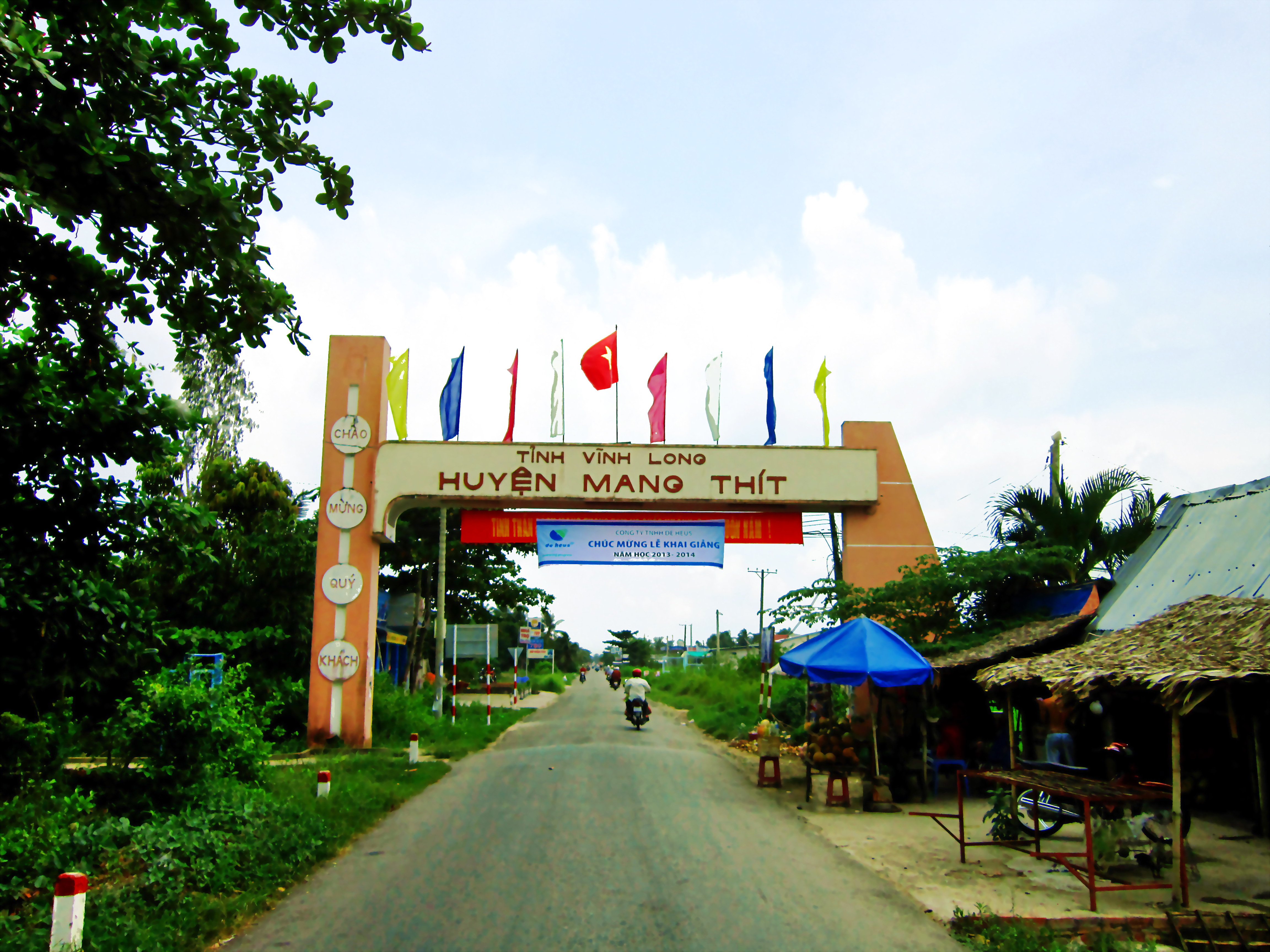
マンティットへの道路

マンティット県（マンティットけん、ベトナム語：Huyện Mang Thít / 縣斌沏）は、ベトナム社会主義共和国ヴィンロン省の県。面積は160km²、人口は99,201人（2009年）である。

## 行政区画
1市鎮12社から構成される。